# Partit per la Democràcia i el Socialisme
El Partit per la Democràcia i el Socialisme (francès: Parti pour la Démocratie et le Socialisme (PDS) és un partit polític registrat de Burkina Faso (antic Alt Volta).
El 1999 el Partit Africà per a la Independència (PAI) es va escindir, i Soumane Touré va formar un PAI paral·lel. Des que el PAI liderat per Touré, que es va adherir al govern, va obtenir el reconeixement legal del nom PAI, els altres PAI van registrar PDS com a nom des del 2002.
A les eleccions legislatives del 5 de maig del 2002, el PDS va guanyar l'1,7% del vot popular i 2 dels 111 escons. A les eleccions presidencials del 13 de novembre del 2005, el seu candidat Philippe Ouédraogo va guanyar el 2,28% del vot popular. A les eleccions legislatives de 2 desembre de 2012 va obtenir 1,2% dels vots i dos escons. A les eleccions del 29 de novembre 2015 es va presentar junts el Partit dels Paletes (Parti des bâtisseurs) i va obtenir 0,8% i un escó.